# 俣野村
俣野村（またのむら）は、1889年（明治22年）4月1日から1915年（大正4年）8月1日まで存在した神奈川県鎌倉郡の村。

## 概要
神奈川県鎌倉郡西部、境川左岸（東岸）に位置した村。現在の神奈川県横浜市戸塚区の南部にあたる。

## 歴史

### 村名の由来
合併以前の旧村名の「上俣野」「東俣野」に由来する。
「俣野」は境川の両岸にまたがって広がる地名で、対岸の高座郡には「西俣野村」があった。西俣野村は1889年（明治22年）4月1日に高座郡六会村の一部となり、現在は藤沢市西俣野となっている。

### 沿革
- 1889年（明治22年）4月1日 - 町村制の施行により、上俣野村、東俣野村、山谷新田および城廻村の一部が合併して成立。役場は富士見村、長尾村と共同での三村組合役場という形式で、富士見村原宿に置かれた。
- 1915年（大正4年）8月1日 - 富士見村、長尾村のうち小雀と合併して大正村を新設。同日俣野村廃止。
- 1939年（昭和14年）4月1日 - 大正村が横浜市に編入。同日に設置された戸塚区の一部となる。

## 交通

### 道路
- 東海道（現国道1号）

## 現在の町名
いずれも大体の範囲。
- 住居表示実施地区 ： 原宿（一部）
- 住居表示未実施地区 ： 俣野町、東俣野町、影取町